# ジェノザウラー
ジェノザウラー (GENO SAURER) は、トミー（現タカラトミー）より販売されている『ゾイド』シリーズのひとつ。また、その背景設定に登場する架空の兵器。本記事では機体バリエーションの概要ついても記載。

## 概要
『ゾイド』第2期シリーズ（1999年 - 2006年）から登場。背景世界である『ゾイドバトルストーリー』をはじめ、数々のメディアミックスに登場した。2000年に展開されていたアニメ『ゾイド -ZOIDS-』や漫画作品『機獣新世紀ZOIDS』の作中では主人公のライバルが搭乗する機体として登場。媒体ごとに異なる設定も持つ。
デザイン
元々はトミーの藤野凡平によって1999年の『ゾイド 第2期』シリーズのスタート時に描かれたティラノサウルス型ゾイドの画稿をベースとしているが、これが当時の段階では斬新なデザインと判断されたため、デスザウラーのデザインを取り入れてリライトしたものがジェノザウラーとなる。

トミーからは2000年3月2日に玩具商品が発売された。当初の予定では尾部の排熱機構を展開するギミックが予定されており、雑誌媒体では同ギミックを有する商品発売前の試作モデルが掲載された。しかしながら、実際に販売された商品では尾部の排熱機構を展開するギミックは省略された。

## 設定解説
| ジェノザウラー GENO SAURER | ジェノザウラー GENO SAURER |
| -------------------------- | --- |
| 番号                       | EZ-026 |
| 所属                       | ガイロス帝国 ネオゼネバス帝国 |
| 運用開始                   | ZAC2100年1月 |
| 生産数                     | 150機(ZAC2100年秋時点) |
| 分類                       | ティラノサウルス型 |
| 全長                       | 23.0m |
| 全高                       | 11.7m |
| 重量                       | 112.8t |
| 最高速度                   | 260.0km/h |
| 乗員人数                   | 1名 |
| 武装                       | ハイパーキラーファング×1 ハイパーキラークロー×2ワイヤーキラークロー×2（アニメ） ハイパーストライククロー×2 レーザーガン×1 レーザーセンサー×1 集束荷電粒子砲×1 ロングレンジパルスレーザーライフル×2 アンカー×2 放熱システム 放電システム（アニメ） |
| 主な搭乗者                 | リッツ・ルンシュテッド（バトルストーリー） レイヴン（ゾイド -ZOIDS-） ブレード（フューザーズ） |

『ゾイドバトルストーリー』におけるジェノザウラー
「虐殺竜」の異名を持つ、ガイロス帝国軍によって開発されたティラノサウルス型ゾイド。当時ガイロス帝国軍が開発中だった新型ゾイドにオーガノイドシステム（以下OS）を搭載し、完成させた同システム搭載機の第1号となる。
ジェノザウラーでは、「デスザウラー復活計画」で得られたOSの一部を実験的に導入。さらにはデスザウラーの開発データや旧ゼネバス帝国に亡命した技術者が遺した専門的な知識や技術をも導入。完成したジェノザウラーは、OS搭載機ならではの活性化したゾイド核による生命力・パワーによって従来の同クラスのゾイドを凌駕する戦闘力を獲得した。
頑強な装甲と高い機動力を両立するホバリング移動能力を有し、戦力比にしてヘリック共和国軍のブレードライガーやノーマルのゴジュラスと同等の性能を発揮。初期に生産された1号機はリッツ・ルンシュテッド中尉によるテストと実戦において高い成績を残したものの、OSが未調整であり、その高性能の代償として搭乗者への精神的ダメージが大きく、その負荷に耐えられるのは、エースパイロットの中でも10人に1人という量産兵器としては致命的な欠陥を抱えていた。また、OSの搭載を前提に設計したため、OSを搭載しない状態では機体のバランスが崩れてしまう弊害も発生している。そのため、後に生産された量産型ではOSにリミッターを設定し、戦闘能力の低下と引き換えにより操縦性と機体の安定性を高めた。この量産型はOS未調整の機体ほどではないが、それでも主力機に相応しい性能を誇る。
アニメ『ゾイド-ZOIDS-』におけるジェノザウラー
本作品においては、ガイロス帝国の摂政ギュンター・プロイツェンによって行われた「デスザウラー復活計画」の折に、ガリル遺跡で発掘されたゾイドコアをベースとした“デスザウラーの変異体”とされている。詳細は#ジェノザウラー レイヴン仕様を参照。
『ゾイドオリジナル』におけるジェノザウラー
『ZOIDS concept art』と世界観を同じくする『ゾイドオリジナル』においては、中央大陸戦争末期に、Dr.デモンの手によって開発されたデスザウラーの系譜に位置付けられるゾイドとして扱われている。
『HMM（ハイエンドマスターモデル）』におけるジェノザウラー
バリエーションキット毎に設定が紆余曲折し、2007年に発売された『HMM ジェノザウラー』の段階では、デスザウラーの復元過程の中でテストケースとして再生に成功したデスザウラーの幼生体と思われるティラノサウルス型の野生体をベースに開発された機体と位置付けられている。また、ガリル遺跡から出土したデスザウラーのゾイド因子を投入して開発されたゾイドがジェノザウラー、ジェノザウラーとはゾイドコアにマグネッサーを与えることでストレスフリーとなったOSを採用した機体とした説明も存在する。
一方で、2020年に発売された『リパッケージ版』においてはガイロス帝国軍が「デスザウラー復活計画」の過程で入手したオーガノイドシステムを導入した新型ゾイドとした説明となっており、『ゾイド公式ファンブック2』の内容に準じている。

### 武装・装備
ハイパーキラーファング
主に接近戦に用いられるジェノザウラーの牙部。
ハイパーキラークロー
前脚爪部に装備された、格闘戦時の主兵装。セイバータイガーの首部を一撃で破砕する威力を誇る。
アニメ『ゾイド-ZOIDS-』においては、両腕のハイパーキラークローは有線によって射出可能となっており、初登場となる第21話においては、放電によって接触した敵ゾイドとパイロットを感電させる描写もみられた。これは2005年8月11日に発売されたゲーム『ゾイドタクティクス』においては「ワイヤーキラークロー」と呼称される装備となっており、接近とともに射出して敵機を攻撃する演出がなされる。「ZOIDS VS.シリーズ」においては通常の格闘攻撃として設定されている。また、「ゾイドインフィニティシリーズ」ではバトル開始時や勝利後にワイヤー付きキラークローを振り回す演出がある。
ハイパーストライククロー
後脚爪部に装備される。
レーザーガン
頭部に装備された高火力のビーム兵器。
レーザーセンサー
頭部に装備されており、レーザーガンの射撃精度を高める。帝国仕様では砲の右側、レイヴン仕様では砲側面に2基存在する。
集束荷電粒子砲
口腔内に内蔵されたジェノザウラーの必殺兵器。粒子を磁力によって引き絞るためにバレル状の集束リングを持つ。連射が効かない点や出力こそデスザウラーに及ばないものの、中型ゾイドなら一撃で蒸発させるほどの威力を誇る。この荷電粒子砲を発射するため、本機では従来の同装備採用機体とは異なり、機体各部を変形させる発射形態を導入している。
ロングレンジパルスレーザーライフル
背部に2門装備される。遠方の敵を撃破可能な砲。至近距離から撃てばシールドライガーのエネルギーシールドを貫通することも可能。
アンカー
踵部に装備された、荷電粒子砲発射時の耐衝撃用装置。荷電粒子砲発射時の反動を相殺するとした資料もある。
放熱システム
尾部全体に内蔵される、荷電粒子砲発射時の排熱用装置。尾部自体も内蔵する駆動エンジンにより強力な格闘戦用の装備となる。

### ティラノサウルス型ゾイド
T-REX型は惑星Ziにおいて金属生命体の頂点に君臨する種の一つである。その野生体をベースとしたゾイドは前線において高い戦果を挙げ、最強機体の一角として君臨している。
惑星Ziには複数種のT-REX型が存在し、前傾姿勢のものは純粋種に位置する。これはジェノザウラーやバーサークフューラーの開発ベースとなった種であり、個体の捕獲が困難なことと、気性の激しさゆえに調整が難しい特性を持っている。第二次大陸間戦争時代においてはガイロス帝国軍が野生体を保有しており、凱龍輝の開発ベースにも使用された。
また、これとは別に直立体型と背ビレを有するT-REX型変種が存在し、このゾイドはゴジュラスの開発ベースとなった。さらに惑星ZiにはT-REX型の亜種が存在し、デスザウラーやゴッドカイザー、タルボサウルス型のデッドボーダーはこれに分類される。
なお、地球の生物と類似する外観を持つが、これは収斂進化によって齎されたものとなる。

## キット

### トミー版
動力源は、単4形の乾電池2本が必要。歩行ギミックは、リンク機構により膝および足首を駆動する形式である。連動ギミックは尾の左右スイング、両前肢の上下動とこれに連動した爪の開閉、下顎の開閉。両目と口腔内にはLEDによる電飾が施されている。アニメ『ゾイド -ZOIDS-』放送当時のキットにはガイロス帝国軍の一般兵士のフィギュアが付属せず、レイヴンのパイロットフィギュアが座り姿・立ち姿の2種類付属する。頭部にも帝国軍仕様とレイヴン仕様を再現できる2種類の武装が同梱され、どちらかを装備できる。
荷電粒子砲の発射態勢を手動で再現することができるが、この状態では顎が連動しなくなる。その他の手動ギミックはコックピット（胸部・下ヒンジ）の開閉、背部のロングレンジパルスレーザーライフルの旋回・俯仰、脚部のアンカーの起倒、尾部の付け根の装甲の開閉。
EZ-026 ジェノザウラー
2000年3月2日発売。
ジェノザウラー スペシャルカラーバージョン クリアブラック
トイザらスにて2003年7月18日に数量限定で販売された。装甲部がクリアブラックで成型されている。
ジェノリッター
2013年にタカラトミーモールにて限定販売。
開発はタカラトミーの苑田文明が担当した。苑田はインタビューに際し、「モチーフはバーサーカーと竜であり、荒ぶる竜を騎士が下して従えているイメージだ」と語っている。また、大型のシャープな剣とフレキシブルに動くアームは、自分がかつて担当したジェノブレイカーのキットに対するリベンジだという。
ブラッディジェノザウラー
『月刊コロコロコミック』誌のアニメクイズキャンペーンで配布された懸賞品。ボディがレッドメッキとなっている。
REALIZE MODEL RMZ-02 ジェノザウラー
2025年2月発売。可動、組み立てやすさ、コレクション性、アニメの再現性、リアリティに重点を置いている1/100プラキットシリーズ。頭部の武器を組み替えることでレイヴン仕様並び量産機仕様を再現することが可能。レイヴンと一般兵士のフィギュアが付属。
AZ-09 ジェノザウラー
2025年7月発売。リアルさとアニメの再現性に近づけるため恐竜のような歩行形態である他、手動でアニメ劇中の「荷電粒子砲発射形態」を変形させることも可能。歩行と同時に両目と口内の荷電粒子砲、ゾイドコアが発光。頭部武器を差し替えることでレイヴン仕様機と量産機に差し替え可能。胸部のコックピットハッチもレイヴン仕様と量産機に差し替え可能なパーツが付属。レイヴンと一般兵士のフィギュアが付属。
REALIZE MODEL RMZ-11 ジェノザウラー レイヴン仕様
2026年2月発売予定。ジェノザウラーの頭部フィンとコックピットハッチの成型色をアニメ仕様に変更し、新規構造の前腕部に付属のワイヤーと接続パーツを取り付けることで射出状態のディスプレイができ劇中のワイヤーキラークローの再現が可能。ハイパーキラークロー、ハイパーストライククローは1本ずつ可動でき、アンカーや脚部バーニアカバーを展開することで飛行移動形態にすることが可能。荷電粒子砲充填状態エフェクトパーツとパルスレーザーライフル発射エフェクトパーツを劇中イメージのクリアカラーに変更。レイヴン（GF編）とシャドーのフィギュアが付属。

### HMMシリーズ
EZ-026 ジェノザウラー
HMMシリーズ第4弾。2007年12月発売。第46回静岡ホビーショーにてブレードライガーと共に商品化が発表された。脚部が大型化し頭部から尾部にかけて一回りスリムになったことで原型機であるデスザウラーにより近いフォルムとなっている。
また、頭部レーザーガンの換装でレイヴン仕様機と一般仕様機（本キットではAZ30mmレーザーガンと名付けられた）を再現できる他、トミー版キットでは省略されていた荷電粒子砲の発射形態時の尾部冷却ユニットの全開放が可能である。ただし、パーツが干渉するために完全な水平姿勢にはならない。
EZ-026 ジェノザウラー レイヴン仕様
2011年8月発売。第27弾では純粋なレイヴン仕様機が再現されており、機体カラーはジェノザウラーRに準拠する。首と尾の付け根のパーツの金型を一部改修し、より水平に近い姿勢で、荷電粒子砲発射時のポーズへ変形することが可能となった。また、腕部延長パーツが追加され、劇中で見せたクローアーム（拘束アンカー）も再現できる。本キットにはレイヴンとシャドーのフィギュアが付属。
EZ-026 サイコ・ジェノザウラー
シリーズ第37弾。2013年4月発売。原作と同様、リーゼの専用機として登場する。アニメでは青色だった胸部のコックピットハッチと脚部の蛇腹状パイプの色は紫となった。

## 作中での活躍

### バトルストーリー
『ゾイド公式ファンブック』（小学館）
『ゾイド公式ファンブック2』にて初登場。ZAC2100年1月には次期主力ゾイドの採用をかけた模擬戦闘で活躍。レッドホーンGCの重装甲を一撃で粉砕する格闘性能とセイバータイガーAT以上のスピードと至近距離からのビーム砲火さえも回避する反応速度を披露し、レッドホーンGCとセイバータイガーATの2機を一瞬にして葬って高性能を見せつけ、制式採用を勝ち取る。
同年3月の「エルガイル海岸上陸戦」では僚機のレブラプターと共にゴジュラス1機を含むヘリック共和国軍守備大隊を壊滅状態に追い込んだ。同年同月にはガリル遺跡で後のデススティンガーの元となるゾイドコアを巡ってヘリック共和国軍のアーサー・ボーグマン少佐の駆るブレードライガーと激突。劣勢を強いられるが、ゾイドコアの回収に成功している。
その後は出力を抑えた量産機が登場。同年9月には、ウルトラザウルス・ザ・デストロイヤーへの迎撃として出撃している。
『ゾイド公式ファンブック3』においては、ZAC2101年6月の戦いにて鉄竜騎兵団によって撃破されている機体も確認された
『ゾイド公式ファンブック4』では、ZAC2101年11月に行われた「ヴァルハラの戦い」においてはヘリック共和国軍と連携し、アイアンコングPKを撃破した機体も存在する。
『ゾイドオフィシャルファンブックEX』（トミー）
ネオゼネバス帝国軍においても引き続き運用されており、ZAC2106年初頭にはディメトロドンの護衛に配属されていた機体がライガーゼロの奇襲を受け、撃破されている。
同年春にはクック要塞に配属されていた機体がゴジュラスギガに踏みつぶされ、撃破されている。
SMAC ZOIDS（電撃ホビーマガジン掲載）
ZAC2102〜2105年にかけては共和国仕様のカラーリングを施されたピースメーカーと呼ばれるジェノザウラー部隊がガイロス帝国軍から派遣され、ネオゼネバス帝国軍の外洋守備隊と交戦した。

### アニメ
『ゾイドフューザーズ』
チーム・サベージハンマー加入以前のブレードの搭乗機だったが、機体不良（実はマッハストームに恨みを持つサベージハンマーのサンドラの工作だった）のためにRDのライガーゼロに敗れ、以後、ブレードは因縁の相手としてRDを付け狙うようになる。ブレード以外のZiファイターも使用していた。

### ゲーム
『ゾイド -ZOIDS- 邪神復活!〜ジェノブレイカー編〜』
アニメに登場するゾイドのカテゴリーとしてゲーム初登場。エレミア砂漠のダンジョン砂漠の洞窟では最終ボスとなっている。
『ZOIDS 〜白銀の獣機神ライガーゼロ〜』
通常型の他、改造型としてジェノザウラーSとスーパージェノザウラーが登場。後者は、主人公のライバルとなるソリッドの乗機として活躍する。
『ZOIDS2 ヘリック共和国VSガイロス帝国』
ガイロス帝国側のLサイズユニットとして登場。イベントで入手でき、改造によりジェノザウラーRSとジェノブレイカーにすることができる。
「ZOIDS SAGAシリーズ」「ZOIDS VS.シリーズ」
両作品ともシリーズを通して通常仕様と多数の改造仕様が登場する。「SAGAシリーズ」では、敵役であるファントム騎士団四天王がジェノザウラー系の機体を場面も多い。
『ゾイドインフィニティ』
プレイ開始当初から選択可能な基本ゾイドとして登場。
『ゾイドフルメタルクラッシュ』
ガイロス帝国軍のゾイドとして登場。本作品ではストーリーの都合上、バーサークフューラーよりも後発の機体として扱われる。ジェノザウラー部隊を率いるグローリエ大佐が乗っている。
『ゾイドタクティクス』
通常仕様と多数の改造仕様が登場する。
『ZOIDS FIELD OF REBELLION』
プレイヤーが使える中型ゾイドとしてアプリリリース当初から登場。ジェノザウラー専用ウエポンとしてオリジナルの4連装ビーム砲「パルス・フォー」も合わせて実装されている。ゲームオリジナルキャラクターである元帝国軍人ドゥエイン・ベルトーニが搭乗する。

## バリエーション

### ジェノザウラー レイヴン仕様
| ジェノザウラー レイヴン仕様 GENO SAURER RAVEN VERSION | ジェノザウラー レイヴン仕様 GENO SAURER RAVEN VERSION |
| ----------------------------------------------------- | --- |
| 番号                                                  | EZ-026 |
| 所属                                                  | ガイロス帝国 |
| 分類                                                  | ティラノサウルス型 |
| 全長                                                  | 23.0m |
| 全高                                                  | 11.7m |
| 重量                                                  | 112.8t |
| 最高速度                                              | 260.0km/h |
| 乗員人数                                              | 1名 |
| 武装                                                  | ハイパーキラーファング×1 ハイパーキラークロー×2 ハイパーストライククロー×2 ビームガン×1 レーザーセンサー×2 集束荷電粒子砲×1 ロングレンジパルスレーザーライフル×2 アンカー×2 |
| 主な搭乗者                                            | レイヴン（ゾイド -ZOIDS-/機獣新世紀ZOIDS） |

アニメ『ゾイド -ZOIDS-』第1部に登場するレイヴンの乗機。第2部に登場するジェノザウラーR（後述）とはカラーリングが通常のガイロス帝国軍仕様とは頭部の装備が異なっている。
同作に登場するジェノザウラーは、ガイロス帝国の摂政ギュンター・プロイツェンが「デスザウラー復活計画」の際、ガリル遺跡で発掘されたもう一つのゾイドコアをベースに、ガイロス帝国の研究所で分析・培養して完成させたデスザウラーの変異体であり、デスザウラーのゾイドコアからゾイド因子を加工して導入している。また、口腔内に搭載された集束荷電粒子砲はエネルギーシールドを展開したシールドライガーを貫通し、レッドホーンを部隊ごと壊滅させるほどの威力で描写されている。同アニメにおいて、本機とジェノザウラーRの胸部のコックピットハッチと脚部の蛇腹状パイプのカラーリングは黒色になっている。
この呼称は小学館『ゾイドエンサイクロペディア』によるもの。
作中の活躍
アニメ『ゾイド -ZOIDS-』
第21話で初登場。古代ゾイド人のフィーネ曰く「この世に生まれてはいけなかったもの、“この星に絶望をもたらす悪魔の分身”」。盗賊団デザルト・アルコバレーノのヴィオーラが搭乗するレドラーとロッソが搭乗するアイアンコングを戦闘不能にし、第22話でバンのシールドライガーを荷電粒子砲の一撃で破壊する。その後は、行方不明のガイロス帝国の皇太子ルドルフの捜索のために出撃したガイロス帝国軍の調査隊を襲撃して破壊、第26話でガイロス帝国の摂政ギュンター・プロイツェンの命令で「デスザウラー復活計画」のためにヘリック共和国軍の要塞を破壊して回り、ヘリック共和国軍の様々なゾイドを襲撃し、倒したゾイドからゾイドコアを抜き取って回収するなど暗躍を続けるが、第33話にて新たにブレードライガーを駆るバンと再戦。ブレードライガーの攻撃を悉く見切るばかりか、片方のレーザーブレードをへし折って一度は戦闘不能に追い込む。最後は奮起したバンの底力と荷電粒子砲への耐性を秘めたレーザーブレードの一撃を口腔に受け大破、炎上した。この時オーガノイド・シャドーはレイヴンを体内へ格納して脱出している。
アニメ『ゾイド新世紀スラッシュゼロ』
第25話においては、外見がレイヴン仕様と同じ機体が「アルティメットX」の捜査中に偶然発掘している。それらはバックドラフト団の幹部・アルタイルの命令によってチーム・フーマのメンバー3人が搭乗し、ベガ・オブスキュラのバーサークフューラーを撃退するべくロイヤルカップに乱入。3機のジェノザウラーの荷電粒子砲による一斉射撃を行うが、バーサークフューラーの展開したEシールドの前には無力であり、3機とも一蹴される。
漫画『機獣新世紀ZOIDS』
こちらでの設定ではオーガノイドのシャドーとの合体を前提とした構造で、体内にゾイドバイオコアを9個搭載している。荷電粒子砲でバンのシールドライガー「シーザー」に致命傷を与え、港町ポルトで風力発電を行っている巨大な野生ゾイド「ウェンディーヌ」をも破壊しようとポルトに迫る。
シュバルツ少佐のアイアンコングを退け、「シャドーキー」の力で蘇生したシーザーを追い詰めるが、フィーネが作り出した「ジークハート」の力で進化したブレードライガーとの激闘の末に撃破される。
漫画『ゾイドバトルストーリー』
レイヴンの乗機として登場。友軍の空挺改造型レブラプターなどを引き連れるが、バンたちによって撃退されている。
ゲーム
『ZOIDS2 ヘリック共和国VSガイロス帝国』では「ジェノザウラーRS」という呼称で登場。通常のジェノザウラーとは異なり、爪を伸ばす機能が付加されたカスタム機として扱われる。

### ジェノザウラーR（レイヴン機）
| ジェノザウラーR | ジェノザウラーR |
| --------------- | --- |
| 番号            | Zi-026 |
| 分類            | ティラノサウルス型 |
| 全長            | 23.0m |
| 全高            | 11.7m |
| 重量            | 112.8t |
| 最高速度        | 260.0km/h |
| 乗員人数        | 1名 |
| 武装            | ハイパーキラーファング×1 ハイパーキラークロー×2 ハイパーストライククロー×2 ビームガン×1 レーザーセンサー×2 集束荷電粒子砲×1 ロングレンジパルスレーザーライフル×2 アンカー×2 |
| 主な搭乗者      | レイヴン（ゾイド -ZOIDS-） |

アニメ『ゾイド -ZOIDS-』第43話で登場するレイヴンの専用機。
この機体呼称は2000年の放送当時のMBSアニメ公式サイト・初登場話数表における名称だが、『ゾイドバトルカードゲーム』においては「ジェノザウラー・RaS」と記載されている。また、2012年11月にコトブキヤから発売されたHMMシリーズのキットは「HMM-027 EZ-026 ジェノザウラー レイヴン仕様」との呼称が用いられている。
このジェノザウラーは、通常型（およびアニメ第21〜33話のレイヴン仕様）では紫だった骨格の色が赤に変化している。この機体が後にオーガノイド・シャドーの力でジェノブレイカーへと進化する。第66話では同じ色の機体が3機登場し、ジェノブレイカーと交戦している。
作中の活躍
第43話で初登場。復活したレイヴンの乗機となる。荒野で偶然遭遇したトーマ・リヒャルト・シュバルツのディバイソンを荷電粒子砲で大破させた。その後、バンへの復讐に燃えるレイヴンは、バンのブレードライガーとアーバインのコマンドウルフの2機を相手に戦いを挑む。コマンドウルフを戦闘不能にし、ブレードライガーに対して荷電粒子砲を放つも、強化されたEシールドの前には通用せず右腕を切断される。しかし、荷電粒子砲とパルスレーザーライフルの一斉射撃でEシールドを打ち破り、ブレードライガーを追い詰める。しかしムンベイのグスタフがライガーを庇って荷電粒子砲の直撃を受け、その直後ジェノザウラーに合体していたシャドーが機体を操縦して突如戦線を離脱、ライガーの撃破には至らなかった。その後シャドーはジェノザウラーをレイヴンの潜在的な能力に合わせるため、渓谷にてジェノザウラーを光の繭『エヴォリューション・コクーン』で包み込み、ジェノブレイカーへの進化を促した。
第66話では、機体色がジェノザウラーRと同じ3機が操縦者不明の状態で登場。格闘、パルスレーザー、荷電粒子砲を駆使した連携でジェノブレイカーを圧倒したが、レイヴンによって3機とも撃破されている。

### ジェノザウラーR（リッツ機）
| ジェノザウラーR | ジェノザウラーR                                                                                         |
| --------------- | --- |
| 所属            | ガイロス帝国                                                                                            |
| 分類            | ティラノサウルス型                                                                                      |
| 乗員人数        | 1名 |
| 武装            | ワイヤーキラークロー レーザーガン ロングレンジパルスレーザーライフル 8連装ミサイルポッド 集束荷電粒子砲 |
| 主な搭乗者      | リッツ（ゾイドタクティクス）                                                                            |

「ZOIDS VS.シリーズ」『ゾイドタクティクス』において登場するリッツ・ルンシュテッドの専用機。
通常のジェノザウラーと同じカラーだがキャップ（サーボモーター）が赤い。開発テストの折にはカスタム化したレッドホーンとセイバータイガーを一瞬でスクラップにした記録を持ち、リッツ専用機を表すエンブレムが付いている以外はノーマルタイプと同じ性能と解説されているが、両脚部に8連装ミサイルポッドを追加装備している。
作中の活躍
『ゾイドタクティクス』バトルストーリー編のMISSION-07「オーガノイド争奪戦」に登場。リッツ・ルンシュテッド中尉が乗り、アーサー・ボーグマン少佐の乗るブレードライガーおよびバン・フライハイト（プレイヤー）一行と交戦する。なお、同ミッションのエピソード文にはジェノザウラーRの名称は出てこないが、テスト戦闘で強化型のレッドホーン・セイバータイガーの2機を同時に相手どって圧勝し、西方大陸南方のエルガイル湾に上陸したガイロス帝国軍部隊の中心として共和国軍大隊を突破したのがリッツの乗る同機であることが語られている。

### ジェノザウラーRM
『ゾイドタクティクス』で登場する共和国鹵獲仕様のジェノザウラー。機体カラー、識別コードを共和国仕様にしたほかは武装・性能ともに帝国仕様と大差がない。

### ジェノザウラー（ロジャー仕様機）
| ジェノザウラー(ロジャー仕様機) | ジェノザウラー(ロジャー仕様機) |
| ------------------------------ | ------------------------------ |
| 分類                           | ティラノサウルス型             |
| 乗員人数                       | 1名                            |
| 搭乗者                         | ロジャー                       |

アニメ『ゾイドフューザーズ』第11話に登場した「地獄の破壊王」ロジャーの搭乗機。フレームのカラーは黄色となっており、尾部のブロックは1基増えた5基で構成されている。頭部装備はレイヴン仕様と同様。

### ジェノユナイト
| ジェノユナイト GENO UNITE | ジェノユナイト GENO UNITE |
| ------------------------- | ------------------------- |
| 所属                      | ガイロス帝国              |
| 分類                      | ティラノサウルス型        |
| 全長                      | 28.0m                     |
| 全高                      | 13.5m 28m                 |
| 重量                      | 116.5t 16.5t              |
| 最高速度                  | 257.0km/h 180km/h         |
| 乗員人数                  | 1名                       |

書籍『ゾイド改造マニュアル』に掲載。ジェノザウラーの手足をデスザウラーのものへ変更し、ダブルソーダやカノントータス、ヘルディガンナーなどのパーツを組みつけた機体。ノーマルに比べ攻撃力が増強されている。
初出は『小学四年生』誌。同紙掲載時は「新ジェノザウラー」と呼称されていた。また、「ジェノザウラー スーパーウェポン改造」、「デスジェノザウラー」と記述する資料も見られる。

### プロトブレイカー
| プロトブレイカー | プロトブレイカー                                                         |
| ---------------- | ------------------------------------------------------------------------ |
| 番号             | なし                                                                     |
| 所属             | ガイロス帝国                                                             |
| 分類             | ティラノサウルス型                                                       |
| 全長             | 23.0m                                                                    |
| 重量             | 128.5t                                                                   |
| 最高速度         | 330km/h 300km/h                                                          |
| 乗員人数         | 1名                                                                      |
| 武装             | 固定装備 エクスブレイカー 荷電粒子砲 長距離レーザー ウエポンラック ―(防) |

機獣新世紀ゾイド公式ファンブック2巻に登場。EZ-026 ジェノザウラーを改造して作られた、EZ-034 ジェノブレイカーの先行試作機。フリーラウンドシールドやウィングスラスターはまだ装備されていない。頭部に牽制用のバルカン砲を備え、両後肢側面にエクスブレイカーを一振りずつ、背部にCP-11 マニューバースラスターユニットを搭載。相関は不明であるが背部にブラックライモスと同形状の砲を備える。スラスターとエクスブレイカーにより、計算上は ブレードライガーと互角に戦える戦闘力は有している。
作中の活躍
ZAC2100年7月。西方大陸戦争において北ルート（レッドラスト）を通って撤退する撤退部隊を救出するため、ジェノトルーパーと共に特殊部隊として派遣されたが、戦闘の最中にデススティンガーの暴走に巻き込まれ、ジェノトルーパー共々破壊される。

### ジェノトルーパー
| ジェノトルーパー | ジェノトルーパー                                                    |
| ---------------- | ------------------------------------------------------------------- |
| 番号             | なし                                                                |
| 所属             | ガイロス帝国                                                        |
| 分類             | ティラノサウルス型                                                  |
| 全長             | 23.0m                                                               |
| 重量             | 123.6t                                                              |
| 最高速度         | M2.1 M2                                                             |
| 乗員人数         | 1名                                                                 |
| 主な搭乗者       | フラン（SAGAシリーズ）                                              |
| 武装             | 固定装備 キラーファング 荷電粒子砲 4連レーザー ウエポンラック ―(防) |

機獣新世紀ゾイド公式ファンブック2巻に登場。EZ-026 ジェノザウラーに飛行能力を付加した改造機。本格的な飛行ゾイドほどの運動性は持たないものの、マグネッサーシステムを搭載した折り畳み可能な翼を装備し、背部のパルスレーザーライフルは合計四門に増加。上空から敵を攻撃する強襲戦闘を得意とする。
作中の活躍
プロトブレイカーと共に帝国撤退部隊援護の特殊部隊に編成・派遣され、共和国追撃部隊と交戦するが、その際に暴走したデススティンガーによって、プロトブレイカーもろとも破壊されてしまう。
ゲーム「ZOIDS SAGAシリーズ」にも登場。主にファントム騎士団四天王の紅一点であるフラン・フォーゲルが乗っている。

### ジェノザウラーホロテック
| ジェノザウラーホロテック | ジェノザウラーホロテック |
| ------------------------ | --- |
| 番号                     | なし |
| 所属                     | ガイロス帝国 |
| 分類                     | ティラノサウルス型 |
| 全長                     | 23.0m |
| 全高                     | 11.7m |
| 重量                     | 112.8t |
| 最高速度                 | 260.0km/h |
| 乗員人数                 | 1名 |
| 武装                     | ハイパーキラーファング×1 ハイパーキラークロー×2 ハイパーストライククロー×2 レーザーガン×1 レーザーセンサー×1 集束荷電粒子砲×1 ロングレンジパルスレーザーライフル×2 アンカー×2 |

ビームなど光学兵器反射用の特殊クリアコーティング装甲を施したジェノザウラー。ガイロス帝国の高い技術力を以ってしても実用段階に至らない実験機だが、暗黒大陸（ニクス大陸）の戦いに実験機が少数投入された。

### サイコ・ジェノザウラー
| サイコ・ジェノザウラー PSYCHO GENO SAURER | サイコ・ジェノザウラー PSYCHO GENO SAURER |
| ----------------------------------------- | --- |
| 番号                                      | Zi-026 |
| 所属                                      | なし |
| 分類                                      | ティラノサウルス型 |
| 全長                                      | 23.0m |
| 全高                                      | 11.7m |
| 重量                                      | 112.8t |
| 最高速度                                  | 260km/h |
| 乗員人数                                  | 1名 |
| 武装                                      | ハイパーキラーファング×1 アンカークロー×2（前肢） ハイパーストライククロー×2 フレキシブル・レーザー 複合レーザーセンサー×2 集束荷電粒子砲×1 ロングレンジパルスレーザーライフル×2 アンカー×2 幻影投影装置 （8連装ミサイルポッド） スペキュラー発動 |
| 主な搭乗者                                | リーゼ（ゾイド -ZOIDS-） |

『ゾイド -ZOIDS-』第49話から登場。レイヴンのジェノブレイカーのゾイド因子を培養して作り上げたリーゼ専用のジェノザウラー。『ゾイドバトルカードゲーム』では同機体が「ジェノザウラー・LiS」と表記されている。
頭部にはフレキシブルレーザーを装備し、砲身を動すことなく周囲の敵の殲滅が可能。ただし、ゲームなどでは普通のレーザー武器である2連装レーザーガンとだけ表記されている。脚部には幻影発生装置が搭載されており、ここからミストを噴霧してゾイドの立体映像を投影した。ただし、ゲーム作品においては通常の8連装ミサイルポッドが装備されている。また、同作のジェノザウラーが持つハイパーキラークローの射出機能も備えており、第59話では連戦で満身創痍だったブレードライガーに肉薄している。同話ではその後、デススティンガーの荷電粒子砲を受け破壊された。

### ジェノザウラーS
| ジェノザウラーS | ジェノザウラーS                                                                              |
| --------------- | -------------------------------------------------------------------------------------------- |
| 番号            | No.29                                                                                        |
| 所属            | ガイロス帝国                                                                                 |
| 分類            | ティラノサウルス型                                                                           |
| 全長            | 23.0m                                                                                        |
| 全高            | 11.7m                                                                                        |
| 重量            | 112.8t                                                                                       |
| 最高速度        | 260km/h                                                                                      |
| 武器名称        | 武器1 リニアキャノン 武器2 リニアレーザーガン 武器3 ガトリング砲 武器4 3連そうリニアキャノン |
| 特殊能力        | ―                                                                                            |
| 装備            | 装備1 カウンターシステム 装備2 ダミーホログラムシステム                                      |
| 主な搭乗者      | レイヴン（ゾイドバトルストーリー（漫画））                                                   |

ゲーム『ZOIDS 〜白銀の獣機神ライガーゼロ〜』に登場。ブレードライガーに対抗するために全身に凶器のレーザーブレードを装備した改造ジェノザウラー。Sが何の略であるかは定かではない。
初出は学年誌『小学二年生』2000年6月号。同誌掲載時の呼称は「ジェノザウラー高速突撃型」。書籍『ゾイドバトルワールド』では「ジェノザウラー高速機動型」という呼称で掲載。「ジェノザウラー サーベル改造」という呼称で掲載された媒体もみられる。
作中の活躍
小学二年生誌掲載コミック『ゾイドバトルストーリー』、およびその再掲である『ゾイドバトルワールド』「改造ジェノザウラーの逆襲」に登場。こちらではレイヴンが搭乗し、バンたちと交戦する。友軍のアイアンコング遠方射撃型やレッドホーン夜間強襲型の支援を受けて追い込むものの、ブレードライガーに逆転され撃破された。

### キャノンザウラー
| キャノンザウラー | キャノンザウラー |
| ---------------- | ---------------- |
| 全長             | 23m              |
| 全高             | 11.7m            |
| 重量             | 135.4t           |
| 最高速度         | 240km/h          |

『小学三年生』2000年5月号に掲載された改造ジェノザウラー。パルスレーザーライフル直上にダークホーンのハイブリッドバルカンを装備。腕部にはビームキャノンセットを取り付けている。また、腰部には「ジェノブレード」と呼ばれる刃を持つ。機体色は赤。
媒体によって「キャノンザウラー」とする記述と、「ジェノザウラー キャノンチューン仕様」と記述する資料がみられる。

### ジェノザウラー（イカロス改造）
『小学四年生』に掲載された改造ジェノザウラー。背部にはレドラーの主翼が追加され、マッハ3で飛行可能。また、パルスレーザーライフルや爪部は金色に塗装されている。
漫画作品『機獣バトル ゾイド大戦』では主人公のライバルであるタツヤの改造作品として登場。作中では「飛竜変化」とも呼ばれ、こちらではプテラスの翼を使用した改造であると説明される。後に再登場した際はタツヤの妹ともに全身が金と銀に塗装された二機が登場し、鏡面コーティングによって光線を弾く効果を見せた。最終的にはターレット状の台に三つの頭部を備えた「ジェノザウラー 三つ首バージョン」が登場し、三方向から荷電粒子砲を発射しスカイライガーを苦戦させるも、荷電粒子が逆流し敗北している。

### スーパージェノザウラー
| スーパージェノザウラー | スーパージェノザウラー                                                      |
| ---------------------- | --------------------------------------------------------------------------- |
| 番号                   | なし                                                                        |
| 所属                   | ガイロス帝国                                                                |
| 分類                   | ティラノサウルス型                                                          |
| 全長                   | 23.0m                                                                       |
| 重量                   | 132.8t                                                                      |
| 最高速度               | 250km/h                                                                     |
| 武装                   | 固定装備 エクスブレイカー 荷電粒子砲 ウエポンラック 4連装ライフル(固) ―(防) |
| 主な搭乗者             | ソリッド（白銀の獣機神）                                                    |

ゲーム『ZOIDS 〜白銀の獣機神ライガーゼロ〜』・『ZOIDS SAGA』に登場する改造ジェノザウラー。外観はプロトブレイカーよりもさらにジェノブレイカーに近付いているものの、背部にウイングスラスターが搭載されている部位に4連装ライフルが備えられている。デザインは2種類あり、『ZOIDS SAGA』版ではさらにフリーラウンドシールド（およびエクスブレイカー）やウエポンバインダーが確認できる。気性が激しく、扱い難い機体とされる。
『ZOIDS SAGA』に登場したものと同様の画稿は電撃ホビーマガジン2000年9月号に掲載された（ジェノブレイカーデザイン没案の一つ）。

### ジェノザウラーBS
| ジェノザウラーBS | ジェノザウラーBS                                                                       |
| ---------------- | -------------------------------------------------------------------------------------- |
| 番号             | なし                                                                                   |
| 所属             | ファントム騎士団 皇帝軍                                                                |
| 分類             | ティラノサウルス型                                                                     |
| 全長             | 23.0m                                                                                  |
| 重量             | 112.8t                                                                                 |
| 最高速度         | 260km/h                                                                                |
| 武装             | 固定装備 キラーファング 荷電粒子砲 長距離レーザー ウエポンラック ―(攻防) ―(防) ―(攻防) |
| 主な搭乗者       | ブラッド・キール（ZOIDS SAGAシリーズ）                                                 |

ゲーム『ZOIDS SAGA』に登場。ファントム騎士団四天王の「青龍」ことブラッド・キールの専用機である改造ジェノザウラー。攻撃力に優れるとされる。機体色が青となっているが、その他に通常のジェノザウラーとの外見的な差異は見受けられない。

### ジェノフレイム
| ジェノフレイム GENO FLAME | ジェノフレイム GENO FLAME                                      |
| ------------------------- | -------------------------------------------------------------- |
| 所属                      | 帝国軍                                                         |
| 分類                      | ティラノサウルス型                                             |
| 全長                      | 24.5m                                                          |
| 全高                      | 12m                                                            |
| 重量                      | 115.0t                                                         |
| 最高速度                  | 270km/h                                                        |
| 主な搭乗者                | ゲイル（SAGA2）                                                |
| 武装                      | 展開式ビーム砲 拡散荷電粒子砲 ハイパーEシールド フレイムクロー |

ゲーム『ZOIDS SAGA II』に登場する改造ジェノザウラー。ジェノブレイカーとは異なる強化プランで開発された機体とされる。背部に展開式ビーム砲、口腔内に拡散荷電粒子砲、さらにハイパーEシールドを装備している。
ゲーム『サイバードライブゾイド 機獣の戦士ヒュウ』では敵機としてのみ登場。

### ジェノザウラーRT
| ジェノザウラーRT | ジェノザウラーRT                 |
| ---------------- | -------------------------------- |
| 所属             | ガイロス帝国軍・ロットティガー隊 |
| 分類             | ティラノサウルス型               |
| 乗員人数         | 1名                              |

ゲーム『ゾイドVS.II』に登場。帝国軍ロットティガー隊の配備機体。機体各部のサーボモーターはノーマルと異なりオレンジ色となっている。

### リビング・デッド・バタリオン
| リビング・デッド・バタリオン | リビング・デッド・バタリオン |
| ---------------------------- | ---------------------------- |
| 所属                         | ネオゼネバス帝国             |
| 分類                         | ティラノサウルス型           |
| 乗員人数                     | 無人                         |

電撃ホビーマガジン2002年10月号、2003年7月号に掲載された改造バリエーション。西方大陸に放置されていたジェノザウラーの残骸をキメラブロックスが取り込み、自己進化した機体。各部関節やハードポイントがブロックス対応型に置き換わっている他、コックピットには人工ゾイドコアブロックが埋没している。

### ジェノアントラー
電撃ホビーマガジン2004年7月号に掲載されたジェノザウラーの改造機。キメラ・ブロックスの前線指揮官機として開発されたロードゲイルと同じく、死霊兵団「リビング・デッド・バタリオン」の支援機にあたる機体である。リビング・デッド・バタリオンと同じくブロックス対応型のジェノザウラーではあるが、本機は活動停止状態の個体を再利用したものではなく、当初から仕様としてジェノザウラーのボディを使用している。キメラ・ブロックスの制御コードを入手した共和国軍が用いたゴルヘックスなどの電子戦機による戦術に対抗するための機体と目されており、頭部ユニットにはプラズマブレードアンテナを装備するディアントラーをチェンジマイズしたものを装備している。荷電粒子砲こそオミットされているものの、3連装ショックカノンやマグネイズスピアを備えており非常に高い戦闘力を有している。指揮機以外にもいくつかの同型機が確認されている。機体色はジェノザウラーと同様だが、ディアントラーの部分はディープパープルに変更されている。

### ジェノバスター
電撃ホビーマガジン2001年11月号に掲載されたジェノザウラー派生機。ジェノブレイカー以前に作られていた機体で、デススティンガー暴走時の抑止力としての役割も担っていたが高い性能にパイロットとゾイドコアが耐えられず開発が中止。その技術は後のバーサークフューラーに引き継がれた。

### ジェノリッター
| ブルージェノザウラー BLUE GENO SAURER | ブルージェノザウラー BLUE GENO SAURER |
| ------------------------------------- | --- |
| 番号                                  | なし |
| 所属                                  | 帝国軍 |
| 分類                                  | ティラノサウルス型 |
| 全長                                  | 23.0m |
| 全高                                  | 11.7m |
| 重量                                  | 112.8t |
| 最高速度                              | 275.0km/h |
| 乗員人数                              | 1名 |
| 武装                                  | ハイパーキラーファング×1 ハイパーキラークロー×2 ハイパーストライククロー×2 レーザーガン×1/ビームガン×1(交換式) レーザーセンサー×1 収束荷電粒子砲×1 ロングレンジパルスレーザーライフル×2 アンカー×2 |
| ジェノリッター GENO RITTER            | |
| 番号                                  | なし |
| 所属                                  | 帝国残党軍 |
| 分類                                  | ティラノサウルス型 |
| 全長                                  | 23m |
| 全高                                  | 15.8m |
| 重量                                  | 129.9t(ヤークトジェノ) 131.6t(ジェノリッター) |
| 通常速度                              | 335km/h |
| 最高速度(フルブースト時)              | 445km/h(ヤークトジェノ) 450km/h(ジェノリッター) |
| 乗員人数                              | 1名 |
| 武装                                  | ハイパーキラーファング×2 ハイパーキラークロー×2 ハイパーストライククロー×2 レーザーチャージングブレード×1 アンカー×2 収束荷電粒子砲×1 ドラグーンマグネッサーウイングバーニア ドラグーンシュタール(電磁ブレード/電磁シールド発生装置)×2 (以下ジェノリッター時装備) ヘッドアーマー 脚部マグネッサーウイング×2 |
| 主な搭乗者                            | アッシュ・ラボーン ストーン少尉(ゾイドSS) |

ZOIDS concept artと世界観を同じくするゾイドオリジナルに登場。
ブルージェノザウラー
帝国軍がその劣勢を挽回すべく開発したジェノザウラーの1機で、機体色が紺色がかった一際凶暴な個体。この他にも機動力の高い朱色の個体が存在したとされている。
ヤークトジェノ
ブルージェノザウラーを元に改造した機体。パイロットとの連携を深める強化システムを搭載し、ジェノザウラーを凌駕する戦闘力を持つものの、精神的負荷が大きく暴走する危険性を持つ。テストパイロットはことごとく精神に異常をきたす結果をもたらしたことからジェノザウラー、ヤークトジェノともに実戦投入は見送られ、中央大陸戦争は帝国軍の敗北で終結。ヤークトジェノは中央大陸西の群島にある帝国軍改造実験基地のドックに眠ることとなる。
ジェノリッター
戦後、元帝国軍親衛騎士団アッシュ・ラボーン大佐がヤークトジェノのコントロールに成功し、Dr.デモンによって機体も暴走時の安全装置を兼ねるヘッドアーマーと脚部マグネッサーウイングバーニアを追加した機体。帝国の再建を目論む残党の戦力として活躍した。
武装・装備
レーザーチャージングブレード
頭頂部に装備。
収束荷電粒子砲
口部に装備。騎士道を重んじるアッシュによって一対一の戦いで用いられることはないとされるが、漫画作品『ゾイドSS』においてはシールドライガーTGとの戦いで使用されている。
ドラグーンマグネッサーウイングバーニア
背部に装備。機体に爆発的な推進力を発生させる。噴射の際はゾイドニュームが使用される。
ドラグーンシュタール
背部に装備。高い攻撃力を有する大剣であり、基部の電磁ブレードから広範囲シールドを展開可能。ジェノリッターは荷電粒子砲と大剣・電磁シールドによる攻守を兼ね備えた機体となったが、同時にエネルギー消費量が莫大となっており、戦闘継続時間の限界から僚機との連携を必要とする。
ヘッドアーマー
ジェノリッターの頭部に追加された装備で、パイロットのアッシュ・ラボーンはこれを互いの絆と称している。ジェノリッターの意思とパイロットの感覚を伝達させる装置であるが、破壊された際はジェノリッターが暴走する危険性を持つ。
脚部マグネッサーウイング
ジェノリッターの脚部に追加された装備。ドラグーンマグネッサーウイングバーニアの推力を制御する。